# Michael Burkert (Politiker)

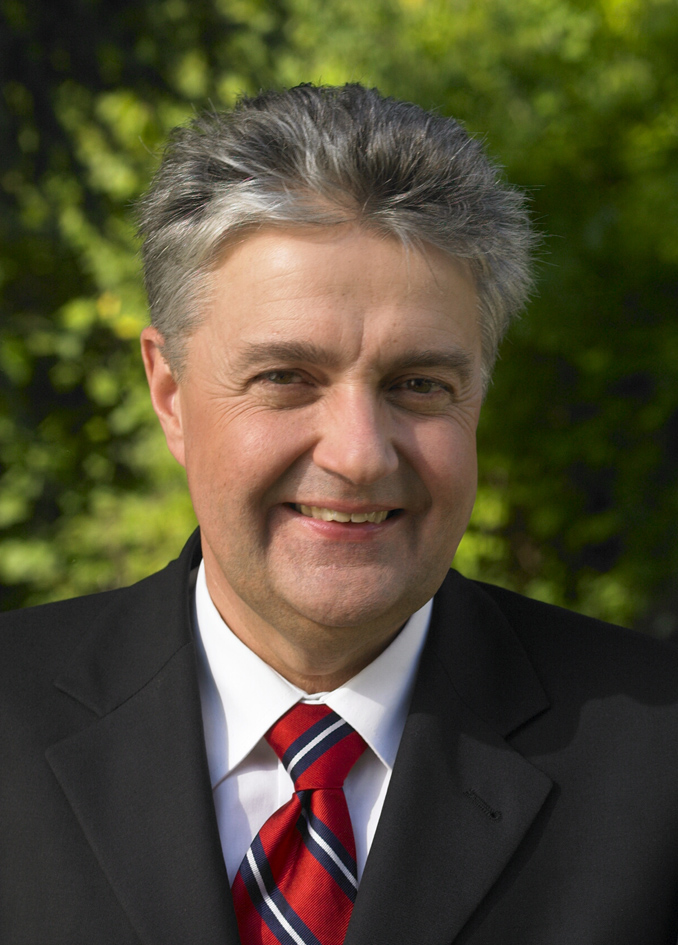
Michael Burkert (2005)

Michael Burkert (* 28. Juli 1952 in Berlin) ist ein deutscher Politiker (SPD). Er war von 1998 bis 2007 Präsident des Stadtverbandes Saarbrücken und von 2007 bis 2021 Geschäftsführer der Saarland-Sporttoto GmbH und der Saarland-Spielbanken GmbH.

## Ausbildung und Beruf
Nach der Fachhochschulreife 1972 an der Fachoberschule für Wirtschaft in Neunkirchen absolvierte Michael Burkert ein Studium der Sozialarbeit an der Katholischen Fachhochschule für Sozialwesen in Saarbrücken, das er 1978 als Diplom-Sozialarbeiter (FH) beendete. Anschließend arbeitete er bis 1988 als Diplom-Sozialarbeiter beim Stadtteilbüro Malstatt, einem Stadtteil von Saarbrücken. Von 1989 bis 1991 war er Mitglied der Geschäftsführung und Abteilungsleiter beim Diakonischen Werk an der Saar. Von 1991 bis 1992 war er Leiter des Sozialamtes der saarländischen Landeshauptstadt Saarbrücken.

## Partei
Zunächst war Michael Burkert Mitglied der Partei Bündnis 90/Die Grünen. 1989 wurde er Mitglied der SPD. Nachdem ihm 2005 auf einer Regionalkonferenz der SPD im Stadtverband Saarbrücken 100 % der Delegierten ihr Vertrauen aussprachen, stellte er sich erneut als Kandidat der SPD für die Direktwahl des Stadtverbandspräsidenten am 12. März. Mit 54 % Wählerzuspruch konnte er sich gegen die Kandidaten von CDU, Bündnis 90/Grüne und der FDP durchsetzen.
Zusammen mit seinen Parteikollegen Cornelia Hoffmann-Bethscheider, Karin Lawall und Leo Petry vertrat er den Landesverband der SPD Saar im SPD-Parteirat.

## Öffentliche Ämter
Am 16. März 1992 wurde er zum Stadtverbandsbeigeordneten ernannt. Am 1. Januar 1994 stieg er zum Ersten Beigeordneten auf. In dieser Funktion war er zuständig für die Bereiche Jugend, Soziales, Gesundheit, Bauen, Umwelt und Planung.
Bei einer Urwahl wurde er mit 54,3 % der abgegebenen Stimmen zum Präsidenten des Stadtverbandes Saarbrücken gewählt. Er ist der erste direkt von der Bevölkerung gewählte Stadtverbandspräsident. Er trat sein Amt am 1. Oktober 1998 an. Am 12. März 2006 wählte ihn die Bevölkerung des Stadtverbandes mit 54,1 % im ersten Wahlgang erneut zum Präsidenten des Stadtverbandes Saarbrücken. Zum 1. Oktober 2007 berief ihn die saarländische Landesregierung zum Geschäftsführer der Saarland-Sporttoto GmbH und der Saarland-Spielbanken GmbH. In dieser Zeit übernahm er u. a. die Federführung des Deutschen Lotto- und Totoblocks, der 16 deutschen Landeslotteriegesellschaften, und war stellvertretender Vorstandsvorsitzender des Deutschen Spielbankenverbandes. Zum 31. Mai 2021 trat er in den Ruhestand ein. Ihm folgte Stefan Pauluhn als Geschäftsführer nach.

## Sonstiges
Michael Burkert war Vorsitzender des Saarländischen Landkreistages, Aufsichtsratsvorsitzender der Saarland-Heilstätten und Verwaltungsratsvorsitzender der Sparkasse Saarbrücken, er ist unter anderem Mitglied im Verwaltungsrat des Saarländischen Rundfunks, seit Juli 2020 dessen Vorsitzender. In ehrenamtlicher Tätigkeit ist er Präsident des ATSV Saarbrücken und Präsident des Deutschen Roten Kreuzes-Saar. Er ist stellvertretender Kurator der Stiftung Saarländischer Kulturbesitz.
Für seine Verdienste um die Bildung und die grenzüberschreitenden Beziehungen wurde Michael Burkert von der Republik Frankreich zum Offizier des „Ordre des Palmes Académiques“ ernannt.
Michael Burkert ist verheiratet und hat drei Kinder. Er lebt mit seiner Familie in Quierschied.